# 서이브
서이브(2012년 12월 17일 ~ )는 대한민국의 크리에이터, 가수이다. 서이브는 서성민과 이파니의 딸인 것으로 알려졌다.

## 음반
- 마라탕후루 (2024년)
- 쿵쿵따 (2024년)
- 어른들은 몰라요 (2025년)
- 잠파티티(ZampaTT) (2025년)
- Talk Talk(짝남에게 연락오는 노래) (2025년)
- 모찌모찌 (2023년)